# Jairo Samperio
Jairo Samperio, född 11 juli 1993 i Cabezón de la Sal, Spanien, är en spansk fotbollsspelare. Jairo spelar som yttermittfältare, främst till höger, i Hamburger SV i tyska 2. Bundesliga.